# 瀬戸和則
瀬戸 和則（せと かずのり、1950年8月17日 - 2013年7月25日）は、岩手県釜石市出身のプロ野球選手（投手）。

## 来歴・人物
大槌高ではエースとして活躍。在学中、甲子園には出場できなかったが、1968年春の東北大会県予選で黒沢尻工業高に次ぐ準優勝という実績を残す。東北大会では1回戦で小山田健一がいた日大山形高に敗退するが、好投手として注目された。
1968年のプロ野球ドラフト会議で西鉄ライオンズから13位指名を受けるも入団を拒否し、社会人野球の盛岡鉄道管理局へ入社。泉沢彰がプロ入りした後はチームのエースとなり、ややサイドから内外角をつくシュート、カーブでカウントをとるピッチングを身上に、都市対抗野球の常連として活躍した。1971年の都市対抗野球では2回戦に進み、この大会に準優勝した丸善石油の門田純良（愛媛相互銀行から補強）、久玉清人らと投げ合うが大敗を喫する。
1973年のプロ野球ドラフト会議で広島東洋カープから3位指名を受け入団。
1974年にはウエスタン・リーグで6月半ばまでで4勝1敗、防御率2.57を記録。マウンド度胸の良さを首脳陣に買われ、一軍に引き上げられて2試合に登板する。1976年には主に中継ぎとして17試合に登板、9月には初先発。
同年オフに榎本直樹との交換トレードで、ヤクルトスワローズへ移籍するが、ここでは公式戦での登板機会に恵まれず1977年限りで引退した。
2013年7月25日死去。62歳没。

## 詳細情報

### 年度別投手成績
| 年 度     | 球 団     | 登 板 | 先 発 | 完 投 | 完 封 | 無 四 球 | 勝 利 | 敗 戦 | セ 丨 ブ | ホ 丨 ル ド | 勝 率 | 打 者 | 投 球 回 | 被 安 打 | 被 本 塁 打 | 与 四 球 | 敬 遠 | 与 死 球 | 奪 三 振 | 暴 投 | ボ 丨 ク | 失 点 | 自 責 点 | 防 御 率 | W H I P |
| --------- | --------- | ----- | ----- | ----- | ----- | -------- | ----- | ----- | -------- | ----------- | ----- | ----- | -------- | -------- | ----------- | -------- | ----- | -------- | -------- | ----- | -------- | ----- | -------- | -------- | ------- |
| 1974      | 広島      | 2     | 0     | 0     | 0     | 0        | 0     | 0     | 0        | --          | ----  | 15    | 3.0      | 6        | 1           | 1        | 0     | 0        | 1        | 0     | 0        | 4     | 4        | 12.00    | 2.33    |
| 1976      | 広島      | 17    | 1     | 0     | 0     | 0        | 0     | 1     | 0        | --          | .000  | 111   | 24.1     | 31       | 6           | 8        | 2     | 2        | 20       | 0     | 0        | 14    | 14       | 5.25     | 1.60    |
| 通算：2年 | 通算：2年 | 19    | 1     | 0     | 0     | 0        | 0     | 1     | 0        | --          | .000  | 126   | 27.1     | 37       | 7           | 9        | 2     | 2        | 21       | 0     | 0        | 18    | 18       | 6.00     | 1.68    |

### 記録
- 初登板：1974年5月30日、対大洋ホエールズ9回戦（川崎球場）、6回裏に3番手で救援登板、2回3失点
- 初奪三振：1974年6月3日、対阪神タイガース9回戦（広島市民球場）、9回表に中村勝広から
- 初先発：1976年9月22日、対ヤクルトスワローズ22回戦（広島市民球場）、3回3失点で敗戦投手

### 背番号
- 17 （1974年 - 1976年）
- 13 （1977年）